# Patrycja Piechowiak
Patrycja Piechowiak, née le 1er septembre 1992 à Grodzisk Wielkopolski est une haltérophile polonaise.

## Palmarès

### Championnats du monde
- 2015 à Houston,  États-Unis
  - 21e en moins de 69 kg.
- 2013 à Wrocław,  Pologne
  - 12e en moins de 75 kg.

### Championnats d'Europe
- 2018 à Bucarest
  -  Médaille de bronze en moins de 69 kg
- 2016 à Førde,  Norvège
  - 5e en moins de 69 kg.
- 2014 à Tel Aviv,  Israël
  - 5e en moins de 69 kg.

### Championnats de Pologne
- en moins de 69 kg
  -  en 2012, 2013, 2014, 2015, et 2016.
  -  en 2011.